# Govanakoppa, Sampgaon
Govanakoppa là một làng thuộc tehsil Sampgaon, huyện Belgaum, bang Karnataka, Ấn Độ.